# Leptactina prostrata
Leptactina prostrata är en måreväxtart som beskrevs av Karl Moritz Schumann. Leptactina prostrata ingår i släktet Leptactina och familjen måreväxter.
Artens utbredningsområde är Angola. Inga underarter finns listade i Catalogue of Life.